# 関空快速・紀州路快速
関空快速（かんくうかいそく）は、西日本旅客鉄道（JR西日本）が大阪環状線 - 関西空港駅間で、紀州路快速（きしゅうじかいそく）は、同社が大阪環状線・天王寺駅 - 和歌山駅・海南駅・湯浅駅・御坊駅間で運転している快速列車である。
なお本項では、過去に関西国際空港アクセス向けに設定された快速列車についても記述する。

## 概要
阪和線及びきのくに線・関西空港線と大阪環状線を結ぶ快速列車である。関空快速・紀州路快速は、大和路快速・みやこ路快速・丹波路快速と同じく、快速列車の種別の1つであり、その愛称名ではない。
大阪環状線内で通過運転を行い、関空快速は関西空港駅と、紀州路快速は和歌山駅およびきのくに線の海南駅・湯浅駅・御坊駅と大阪環状線京橋駅・天王寺駅発着で運転されている列車、および大阪環状線に乗り入れず天王寺駅阪和線ホーム発着ながら、天王寺駅 - 日根野駅間で関空快速と併結運転する快速列車を関空快速・紀州路快速（関空／紀州路快速）と称する。

### 関空快速
1994年6月15日、関西空港線の暫定開業に伴い天王寺駅 - 関西空港駅間で快速列車の運転を開始した。この列車が関空快速の起源とされる。なお、一部列車は日根野駅折り返しの快速を、関西空港駅まで延長運転する形での設定であった。9月4日には関西国際空港が開港し、関空快速としてJR難波駅・大阪環状線への直通を開始した。日中は天王寺駅 - 関西空港駅間で京橋駅発着の列車とJR難波駅発着の列車が併結運転されていた。なお、1996年3月23日から1998年3月31日までJR難波発の列車に限り指定席が設定されていたが、後述の関空特快「ウイング」と同様に廃止された。JR難波駅発着の列車は2008年3月15日改正で廃止された。

### 紀州路快速
1999年5月のダイヤ改正で和歌山方面 - 大阪（環状線）間の利便性向上を図る目的で、関空快速と併結する形で運転が開始された。紀州路快速の設定までは、日根野駅 - 和歌山駅間の普通・快速列車は、国鉄車両（紀勢本線直通列車が113系、それ以外の列車の大半が103系）が中心であり、大きく快適性が向上した。また、早朝・深夜の新大阪駅発着以外のほぼすべての快速は天王寺止まりで、新大阪駅・京都駅発着の南紀系統の特急列車も梅田貨物線経由のため大阪駅には乗り入れておらず、大阪駅に行くには必ず1回は必要であった乗り換えが不要となった。運転開始間際には和歌山駅にその特徴を記した垂れ幕や告知看板を掲げていた。
関空快速・紀州路快速の設定により、天王寺駅での乗り換えが不要となったことで、阪和線沿線から大阪キタの玄関口である梅田（大阪駅）をはじめ他の大阪環状線沿線への利便性が向上し、潜在需要の掘り起こしにも成功している。

## 運行概要
関空快速と紀州路快速は、原則大阪環状線・天王寺駅 - 日根野駅間で併結運転されるが、一部関空快速および紀州路快速の単独運転となる列車がある。日中および夜間は1時間あたり4本運転されている。日中は鶴ケ丘駅と上野芝駅で普通を追い越し、東岸和田駅で区間快速に連絡する。一部列車は鳳駅・和泉府中駅・和泉砂川駅で特急の通過待ちを行なう。
紀州路快速は、2011年3月12日のダイヤ改正で午前中を中心に紀州路快速単独の8両編成の列車や、紀勢本線（きのくに線）直通列車も新設されている。
2015年3月14日のダイヤ改正では平日早朝のみ海南行きの列車が、2018年3月17日のダイヤ改正以降は早朝に湯浅行き、深夜に御坊行きの列車が新設されている。なお、運用上では紀勢本線（きのくに線）内の紀州路快速は普通列車として扱われている。
2012年3月17日のダイヤ改正では、平日ダイヤの京橋発和歌山行きの直通快速が紀州路快速に変更され、大阪環状線から和歌山方面への単独列車が初めて設定された。紀州路快速は半数以上が終点までの最先着列車となるが、途中駅で特急「くろしお」に抜かれる列車がある。また夕方以降、下り列車の一部が和泉砂川駅で天王寺駅発着の快速列車に追い抜かれる。
2008年3月15日改正（天王寺駅阪和短絡線複線化）前日までは、大阪環状線直通列車の大半が京橋駅発着で、天満駅・桜ノ宮駅を通過していた。ラッシュ時を中心に天王寺駅の阪和線ホームから発着する列車も設定されていたが、現在は早朝・深夜を中心とした一部列車のみになっている。同改正以降は、天満駅・桜ノ宮駅にも停車するようになり、夕方以降は大阪環状線を一周し天王寺駅まで運転される列車が大幅に増えた。2011年3月12日のダイヤ改正で大正駅が、2012年3月17日のダイヤ改正で福島駅が停車駅に追加された。2016年3月26日のダイヤ改正では、環状線の終電繰り下げを兼ねて、大阪止まりの列車も設定されたものの2021年3月13日のダイヤ改正で大阪止まりの列車は廃止された。なお、大阪環状線の大阪 - 京橋 - 鶴橋 - 天王寺間は他列車含め通過駅が存在しないため、2018年10月のダイヤ改正以降は京橋 - 天王寺間を普通列車に種別を変更して運転している。
阪和線内では、特急「はるか」や「くろしお」との格差が年々大きくなってきている。一部の紀州路快速は阪和線内で2本の特急の通過または接続待ちを行う列車も存在する。平日朝ラッシュ時にはダイヤ上大阪環状線内を通過運転する意義が薄く、環状線内を各駅に停車する「直通快速」として運転される。また2011年以降はりんくうタウン駅で時間調整のために4、5分ほど停車する列車もある。

### 停車駅
天王寺駅 …＜この間は鶴橋駅・京橋駅を経由して各駅に停車＞… 大阪駅 - 福島駅 - 西九条駅 - 弁天町駅 - 大正駅 - 新今宮駅 - 天王寺駅 - 堺市駅 - 三国ケ丘駅 - 鳳駅 - 和泉府中駅 - 東岸和田駅 - 熊取駅 - 日根野駅 -
関空快速：りんくうタウン駅 - 関西空港駅
紀州路快速：（長滝駅） - （新家駅） - 和泉砂川駅 - （和泉鳥取駅） - （山中渓駅） - 紀伊駅 - 六十谷駅 - （紀伊中ノ島駅） - 和歌山駅 …＜この間（紀勢本線・きのくに線）は普通列車となり各駅に停車＞… 紀伊田辺駅
ラッシュ時間帯の一部列車は（　）の駅を通過する。
大阪環状線内は原則、野田駅・芦原橋駅・今宮駅を除く各駅に停車する。

### 使用車両・編成
全列車が吹田総合車両所日根野支所所属の223系0・2500番台、225系5000・5100番台で運転される。
関空快速は、当初6両編成または6両に2両を増結した8両編成で運転され、日中の一部列車は天王寺駅で京橋駅発着の6両編成とJR難波駅発着の2両編成の増解結を実施していた（1996年3月16日改正で2両編成の連結位置を大阪方に変更）。また、関西空港行きは夜間を中心に日根野駅で切り離しを行っていた。
1999年5月10日のダイヤ改正で、関空特快「ウイング」を廃止し、5両編成と3両編成に組み替えて、大阪環状線直通列車の大半は日根野駅で紀州路快速を増解結するようになった。後述の4両編成統一までは、日中は1 - 5号車を関空快速、6 - 8号車を紀州路快速とし、ラッシュ時は1 - 5号車を紀州路快速、6 - 8号車を関空快速として需要に対応していた。夕方・土休日の夜間には、関空快速・紀州路快速ともに3両編成の列車もあった。関空快速の単独列車は3両・5両・6両 (3+3) ・8両 (5+3) のいずれかで運転されていた。
2008年3月14日より、関空快速・紀州路快速の使用車両を、新造および組み換えにより全て4両編成とし、関西空港・和歌山寄りの4両が関空快速、大阪寄りの4両が紀州路快速に統一され、時間帯による連結順序の逆転は下り列車に限り解消された。

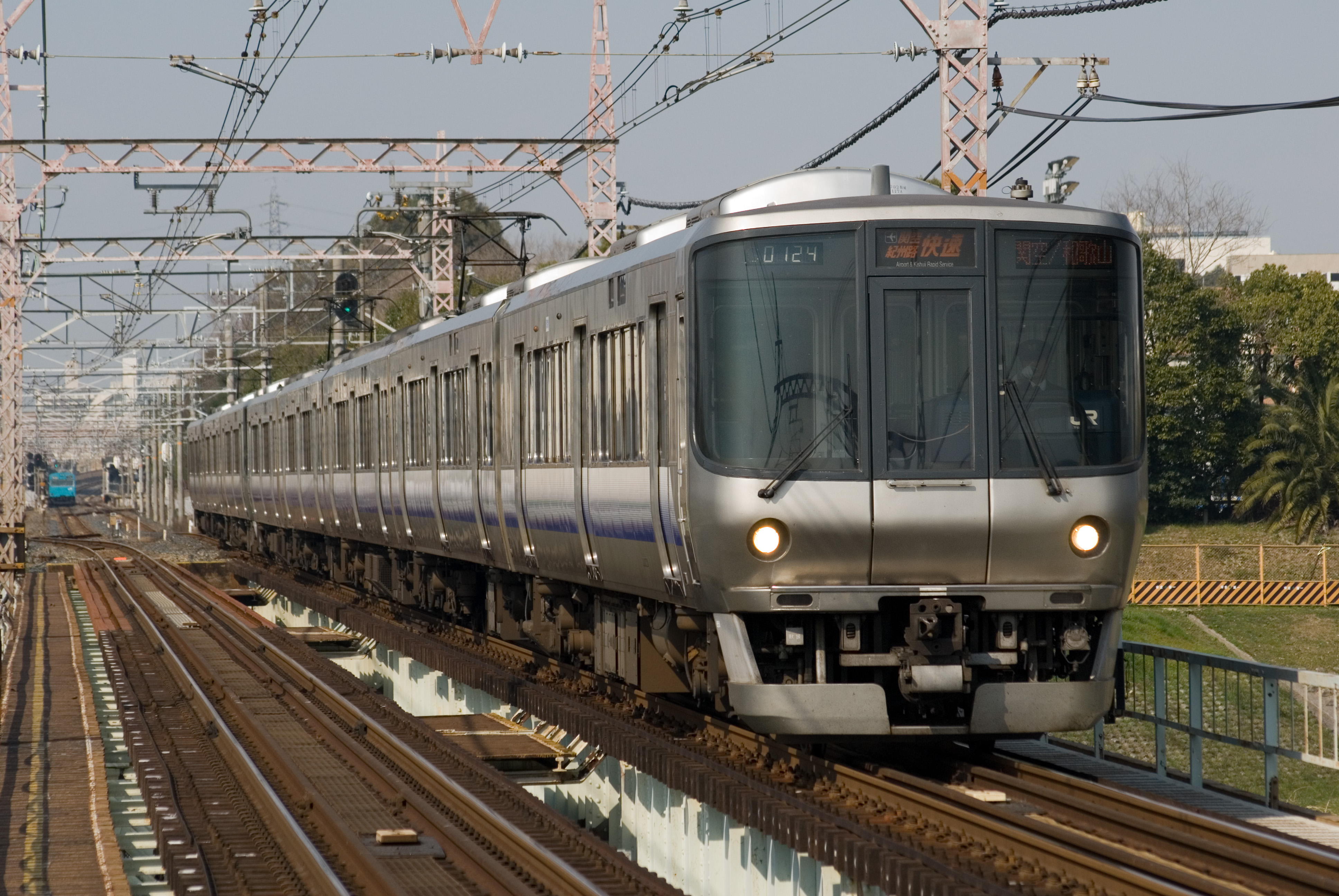
阪和線内を5両+3両で運行する関空快速・紀州路快速（223系0番台）
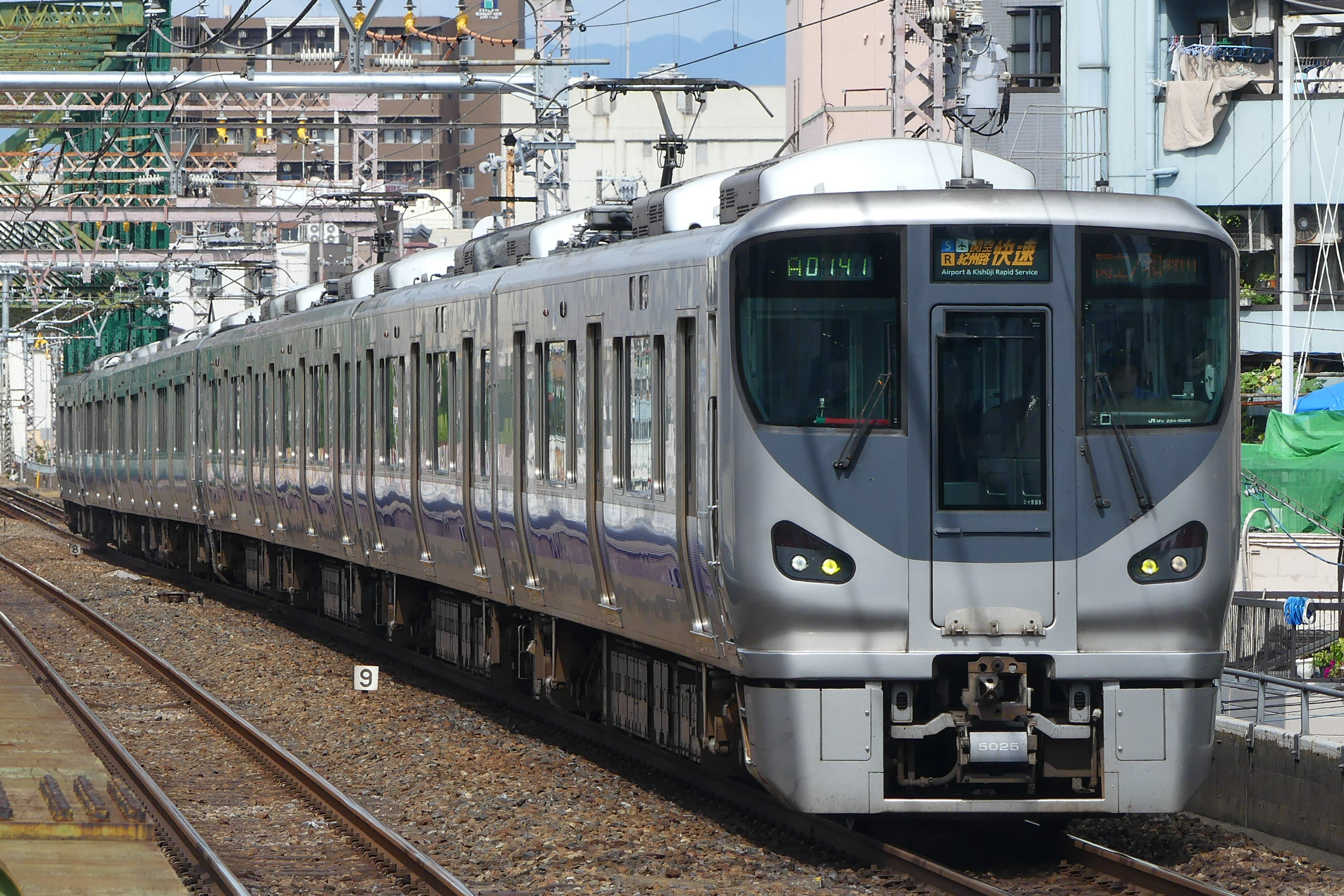
大阪環状線内を4両+4両で運行する関空快速・紀州路快速（225系5000番台）

### 旅客案内

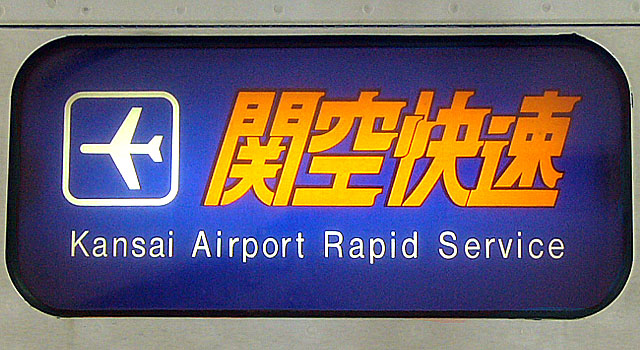
関空快速の種別幕（路線記号導入前）

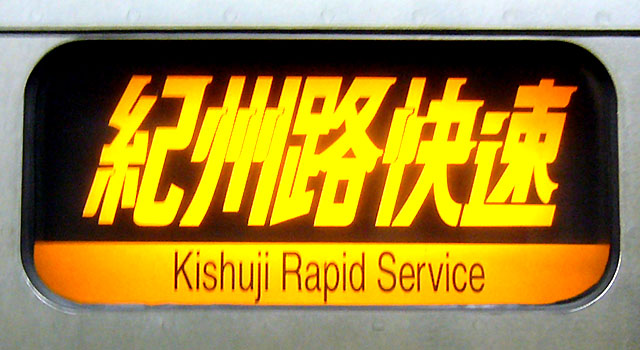
紀州路快速の種別幕（路線記号導入前）

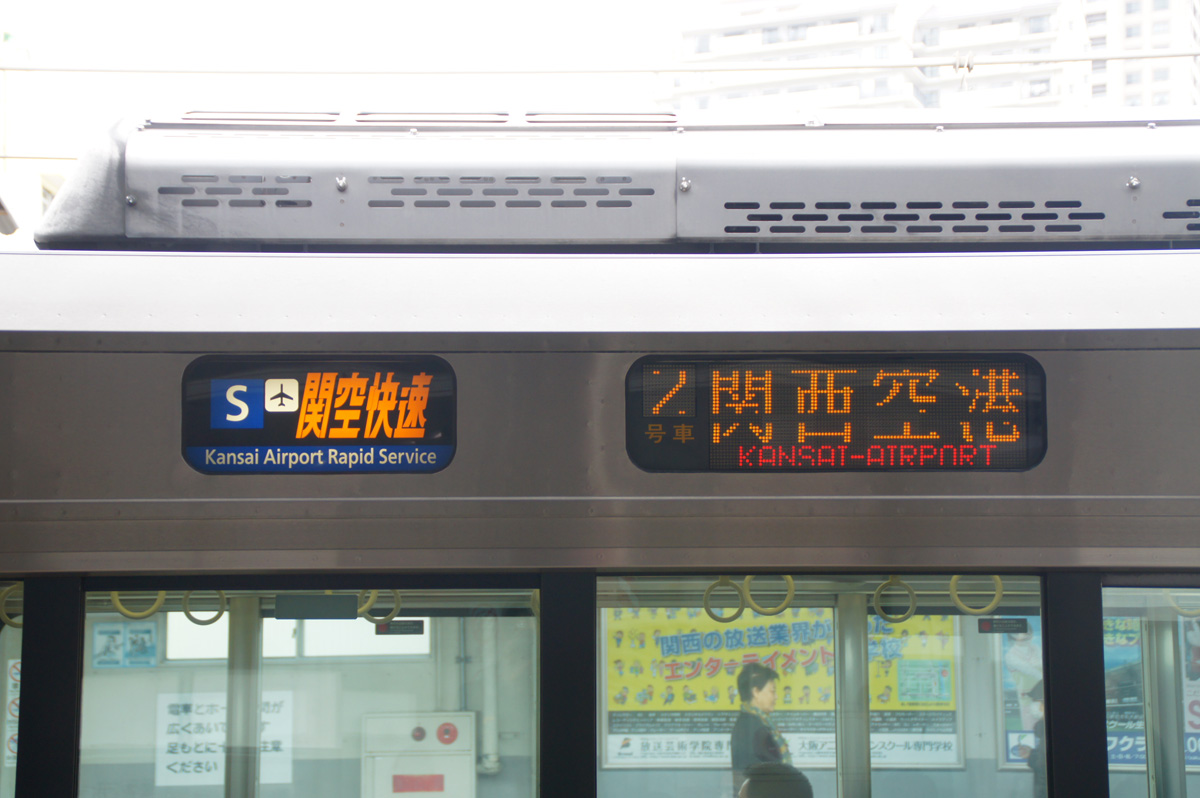
関空快速の種別幕（路線記号導入後の下り方面）

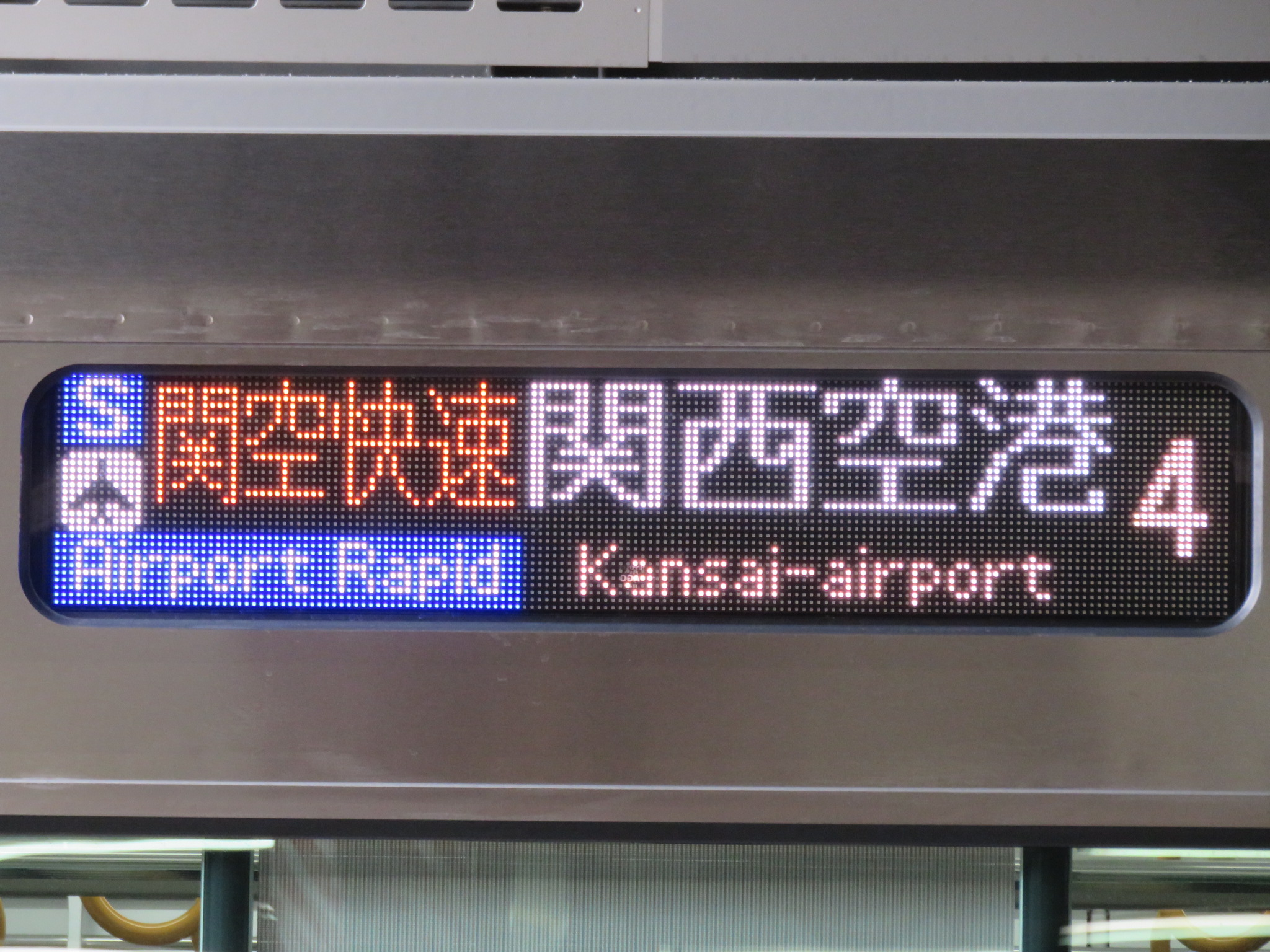
関空快速の種別幕（下り）（フルカラーLED）

本列車群に用いられる223系・225系は関西国際空港アクセス対応のため、英語対応の自動放送装置を搭載しており、関空快速の大阪駅 - 関西空港駅間（紀州路快速の日根野駅以北）で自動放送を実施している。
インバウンドによる外国人利用客の増加に伴い、併結の紀州路快速への誤乗も増加し、2015年11月下旬より中国語・韓国語も加えた4ヶ国語による自動放送を開始したほか、車掌が紀州路快速の車内で外国人を見かけた際には4ヶ国語で『ご乗車の車両は関西空港へは参りません』と書かれたカードを手渡しするなど、誤乗対策を強化しており、関空快速停車駅構内へのポスターの掲示や、主要駅ホームでの4か国語案内放送も行われている。元は泉南市の男性が、紀州路快速の車内でなかなか関空快速に乗り換えようとしない外国人を見かねて身振り手振りで関空快速へと誘導したことに始まり、その後はボランティアで日根野駅ホームにて誘導を行いつつJR西日本に誤乗対策の強化を訴えたことがきっかけとなっている。
2018年10月のダイヤ改正以降、大阪環状線内では案内簡略化のため外回りの天王寺行きにおいて、大阪駅より先は普通列車として案内されている。また、天王寺始発の鶴橋・京橋方面行き内回り列車は天王寺駅でのみ普通列車として案内され、次駅の寺田町駅より関空快速・紀州路快速として案内されている。
2017年からは、日中時間帯の列車を中心に、車掌のタブレット端末操作による4か国語対応自動放送が導入された。新たに次駅案内・ドア開閉方向・混雑時案内・他社線の乗り換え案内などが収録された、より詳細なものとなっている。従来の車載型自動放送も併用されており、2020年頃から車載型自動放送も一部4ヶ国語対応となった。
2014年度より路線記号の導入にあわせて、関西空港行きの列車は、青色のラインカラーに飛行機マークと関西空港線の路線記号 S を、和歌山方面行きの列車は、橙色のラインカラーに阪和線の路線記号 R を、大阪環状線行きの列車は、赤色のラインカラーに大阪環状線の路線記号 O を掲出した種別幕が、それぞれ使用されている。また、大阪環状線に直通せず天王寺止まりとなる関空快速・紀州路快速は阪和線の路線記号 R が掲出されているほか、紀州路快速には路線記号 A （JR琵琶湖線、京都線、神戸線）を用いた未使用の種別幕も存在する。

## 過去の関西空港アクセス快速列車

### 関空特快「ウイング」
1995年4月20日のダイヤ改正で設定された列車で、編成中1両を指定席とした。阪和線における特別快速格の列車は、1978年に「新快速」が廃止されて以来、約17年ぶりの復活であった。
停車駅は大阪駅・天王寺駅・堺市駅・鳳駅・和泉府中駅・日根野駅・りんくうタウン駅。初期の報道では、停車駅は天王寺駅と日根野駅のみで、鳳駅とりんくうタウン駅は停車を検討中としていたが、関空快速の一部を置き換える形での運行が決定し、乗降客の多い堺市駅と和泉府中駅の乗車機会確保のため、最終的にこれらの駅もすべて停車とされた。結果、当時の関空快速との停車駅の差は西九条駅・弁天町駅・新今宮駅・東岸和田駅・熊取駅の5駅となった。運転本数は当初、日中1時間ごとに下り7本・上り6本が設定されていたが、1996年3月16日改正で京橋行きを増発して7往復となった。
指定席は車掌による検札を容易にするため、両方向とも最後尾車両（上りは1号車、下りは6号車）とされ、「指定席」「自由席」（裏表差し替え）の案内プレートが備えられた。また、後にJR難波駅発の関空快速にも指定席が設定された（クモハ223-100の運転台寄りにOCATチェックイン客用の荷物室を設置）。
しかし、期待された大阪駅 - 関西空港駅間の直通輸送でも、利便性でリムジンバスに及ばず、高速道路の渋滞の少なさから鉄道の定時性の高さをもって差別化もできず、指定席の利用率は終始極めて低かった。また、誤乗も絶えなかったうえ、自由席の混雑に拍車をかけたため利用者からの苦情も多かった。
1999年5月10日のダイヤ改正で、阪和線の快速列車再編に伴い廃止された。なお指定席の設定は、JR難波発の関空快速では1998年10月のダイヤ改正で（その後荷物室を客室に復元）、関空特快「ウイング」では編成組み替えのため、ダイヤ改正前に順次廃止された。

### ウエスト関空
1995年12月から、年末年始や春・秋の行楽期など季節限定で土曜・日曜・祝日に1日1往復、姫路駅 - 関西空港駅間にて臨時特別快速ウエスト関空が運転されていた。なお、関西空港行きは大阪駅から乗ると大回りとなり、姫路行きは大阪駅を経由しないルートであったため、ともに利用客は終始少なく、1999年1月以降は運転されていない。
関西空港行きの停車駅は、加古川駅・西明石駅・明石駅・神戸駅・三ノ宮駅・芦屋駅（当時は日中のみ）・尼崎駅（JR東西線開業以降に停車）・大阪駅・新大阪駅・天王寺駅・堺市駅・鳳駅・和泉府中駅・日根野駅・りんくうタウン駅であった（新大阪駅までは新快速と、天王寺駅からは関空特快と同じ停車駅）。新大阪駅では11番のりば（当時。現在の1番のりば）に乗り入れて同駅にてスイッチバックし、梅田貨物線を経由し西九条駅から大阪環状線に乗り入れた。
姫路行きは、新大阪駅までは関西空港行きと同じ停車駅であったが、新大阪駅発車後はそのまま直進し吹田信号場にてスイッチバックを行い、新大阪駅北側の北方貨物線を経由し、加島駅手前でJR神戸線に合流して三ノ宮駅まで停車せず、三ノ宮駅からは新快速と同じ停車駅であった。

## 年表
- 1994年（平成6年）
  - 6月15日：関西空港線日根野駅 - 関西空港駅間が開業。これに伴い、天王寺駅 - 関西空港駅間に快速列車を運転開始[16]（日中・1時間に1本）。
  - 9月4日：関西国際空港が開業。関空特急「はるか」・関空快速を運転開始[16]。
- 1995年（平成7年）
  - 4月20日：京橋駅発着系統の一部を速達化し、関空特快「ウイング」を運転開始[17]。
  - 12月：姫路駅 - 関西空港駅間で臨時特別快速「ウエスト関空」を運転開始。
- 1996年（平成8年）
  - 3月16日：関空特快「ウイング」・関空快速を増発。
    - 3月23日：JR難波駅地下化完成に伴い、大阪シティエアターミナル (OCAT) の機能を拡充。JR難波駅発着の関空快速（2両編成）に荷物室を併設し、空港での機内持ち込み荷物の輸送を開始すると共に指定席を設定（「関空快速〇号」と案内）。天王寺駅で京橋駅発着の6両編成と増解結を実施。
- 1998年（平成10年）
  - 4月1日：JR難波駅発着列車の指定席を廃止[18]。
  - 10月3日：OCAT での空港での機内持ち込み荷物の輸送を廃止。
- 1999年（平成11年）5月10日：ダイヤ改正により次のように変更。
  - 関空特快「ウイング」を廃止。
  - 紀州路快速を運転開始（関空快速に併結・日根野駅で増解結）[3]。
  - 三国ケ丘駅が快速列車の停車駅となる。
  - 紀伊駅・六十谷駅にすべての快速列車が停車するようになる。
  - 天王寺駅での関空快速同士の増解結を廃止。JR難波駅発着列車は単独運転となる。
- 2008年（平成20年）
  - 3月14日：ダイヤ改正に先立ち、すべての関空快速と紀州路快速を4両編成+4両編成に変更。この日限りでJR難波駅発着の関空快速を廃止。
  - 3月15日：天王寺駅阪和短絡線複線化に伴うダイヤ改正。大阪環状線直通列車を増発し、関空／紀州路快速は、大阪駅 - 京橋駅・天王寺駅間（大阪環状線東側区間）各駅停車となる。平日朝ラッシュ時は環状線内各駅停車の直通快速として運転されるようになる。
- 2011年（平成23年）3月12日：ダイヤ改正により次のように変更[19][20]。
  - 日中の関空／紀州路快速を1時間あたり3本から4本に増発し、早朝・深夜を除き日根野駅 - 和歌山駅間を各駅停車とする。日中の標準所要時間は大阪駅 - 和歌山駅間が約82分から90 - 93分、天王寺駅 - 和歌山駅間が約64分から71 - 74分へと大幅に延びる。
  - 紀州路快速について単独運転の列車や、紀勢本線直通の列車を設定。
  - 新たに大正駅にも停車するようになる。

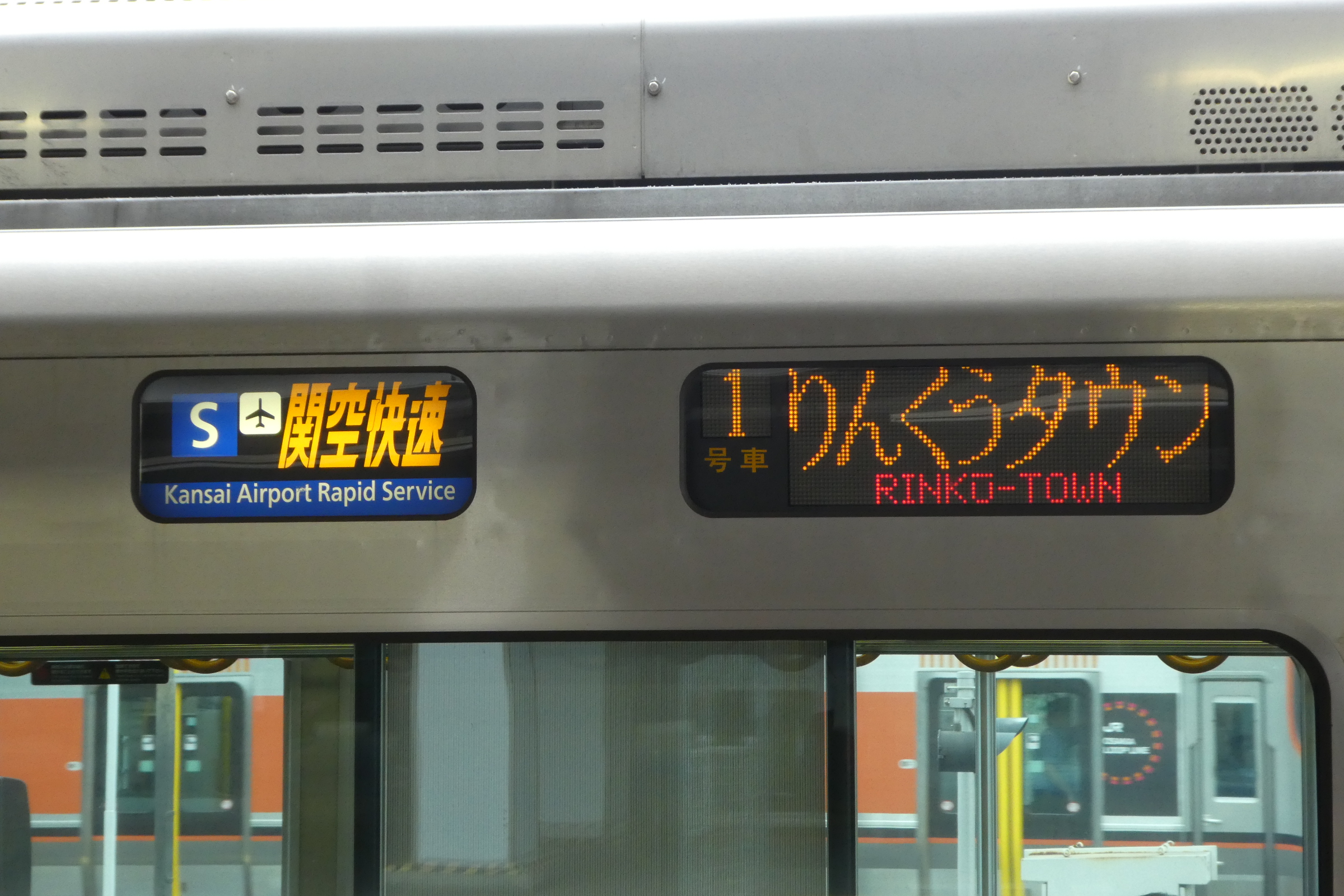
2018年9月8日 - 17日にかけて運転されていた、りんくうタウン行き関空快速

- 2012年（平成24年）3月17日：ダイヤ改正により次のように変更。
  - 日中の関空／紀州路快速を、一部を除き京橋駅発着から天王寺駅大阪環状線ホーム発着に変更。
  - 下り（阪和線方面行き）直通快速を関空快速・紀州路快速に変更。
  - 新たに福島駅にも停車するようになる[21]。
- 2014年（平成26年）3月15日：ダイヤ改正で深夜の下り紀州路快速が日根野駅 - 和歌山駅間各駅停車に変更。
- 2015年（平成27年）3月14日：ダイヤ改正により次のように変更[22][23]。
  - 平日の天王寺発関西空港行き初発関空快速の時刻を繰り上げ。
  - 夕ラッシュ時の関空／紀州路快速を1時間あたり3本から4本に増発し、発車時刻をパターン化。
  - 早朝に紀州路快速・海南行きを1本新設。
- 2016年（平成28年）3月26日：ダイヤ改正により次のように変更。
  - 終電時間帯の関空／紀州路快速・天王寺行き2本を大阪方面へ延長（京橋行きと大阪行き）。
  - 土休日午前に増発を実施。

- 2018年（平成30年）
  - 3月17日：ダイヤ改正により新大阪駅発の早朝の湯浅行き快速（平日のみ）と深夜の御坊行き快速を紀州路快速に編入。
  - 9月4日：平成30年台風第21号の影響によってタンカーが関西国際空港連絡橋に衝突し、橋が損傷する被害を受けたため、関空快速が関西空港線内で当面の間運休となる[24][25]。
  - 9月8日：日根野駅 - りんくうタウン駅間が復旧し、りんくうタウン駅発着で関空快速の運転を再開[26][27]。
  - 9月18日：関西空港駅が営業再開し、通常運転に戻る[28]。
- 2022年（令和4年）
  - 3月12日：ダイヤ改正により全ての上り紀州路快速は和歌山～日根野間各駅停車に統一し、下り紀州路快速の単独運転が廃止。